# Railroad Tycoon II
Railroad Tycoon II es un videojuego para PC, Macintosh, PlayStation y Dreamcast de la serie Railroad Tycoon. La versión de Dreamcast es una edición especial con mejores gráficos y jugabilidad. Railroad Tycoon II: Gold Edition fue portado a Linux por Loki Software.

## Sistema de juego
Railroad Tycoon II es un simulador de ferrocarril que cubre la historia de los ferrocarriles de finales de 1700 hasta la década de 2000. El jugador asume el papel del presidente de una compañía de ferrocarril, tratando de obtener ganancias para los inversores y completar diversos objetivos, mientras que se ve obstaculizada por las empresas rivales, averías de trenes y asaltantes.
La mayor parte del juego consiste en la construcción de pistas, estaciones y trenes, que se utilizan para transportar mercancías de una estación a otra. El dinero recibido de transporte está determinada por la distancia entre las dos estaciones, la demanda y el valor de los bienes entregados, la mejora de la estación y el nivel de dificultad.
El juego cuenta con una simulación de bolsa de valores bastante complejo. Los activos del personaje del jugador son independientes de la riqueza de las empresas, pero el control en manos del jugador sobre la compañía permite a los jugadores con experiencia explotar a sus empresas por la manipulación de los dividendos, recompra de acciones y los problemas de stock. El jugador es libre de comprar y vender en corto, posiblemente resultando en una deuda masiva.

## Campaña
El juego original cuenta con dieciocho misiones, divididas entre América del Norte, Europa y el resto del mundo. Las misiones se pueden jugar en tres niveles de dificultad, y cada uno incluye tres objetivos enunciados. El jugador puede jugar cualquier misión en cada juego tantas veces como quiera, y también puede continuar a pesar de que una misión haya fracasado.